# 吉野谷村
吉野谷村（よしのだにむら）は、石川県の南に位置し、中宮温泉や手取峡谷で知られた村。
2005年2月1日に、野々市町を除く石川郡を構成する町村及び、松任市と合併し、白山市になった。

## 地理

### 自然地理
- 山
  - 白山
  - 三方岩岳
  - 高倉山
  - 奈良岳
- 河川
  - 手取川
  - 尾添川
  - 瀬波川

### 隣接していた自治体
- 石川県
  - 石川郡 ： 河内村 - 鳥越村 - 尾口村
  - 金沢市
- 岐阜県
  - 大野郡 ： 白川村
- 富山県
  - 南砺市

## 歴史

### 沿革
- 1889年4月1日 町村制の施行により、吉野村、中宮村、木滑新村、木滑村、市原村、瀬波村及び佐良村の区域をもって、吉野谷村が発足する。
- 2005年1月16日 白山市への合併に向け、閉村式が行われた。
- 2005年2月1日 松任市並びに石川郡美川町、鶴来町、河内村、吉野谷村、鳥越村、尾口村及び白峰村が合併して、白山市が発足する。

## 行政

### 村長
| 代 | 人 | 氏名         | 就任                       | 退任                       | 備考         |
| -- | -- | ------------ | -------------------------- | -------------------------- | ------------ |
| 1  | 1  | 徳田次郎兵衛 | 1889年（明治22年）5月21日  | 1893年（明治26年）5月20日  |              |
| 2  | 1  | 徳田次郎兵衛 | 1893年（明治26年）5月27日  | 1897年（明治30年）5月26日  |              |
| 3  | 2  | 寺本久       | 1897年（明治30年）6月9日   | 1901年（明治34年）6月8日   |              |
| 4  | 3  | 安本彦五郎   | 1903年（明治36年）11月9日  | 1907年（明治40年）11月8日  |              |
| 5  | 4  | 徳田次一     | 1907年（明治40年）10月14日 | 1911年（明治44年）10月13日 |              |
| 6  | 5  | 丹保一夫     | 1911年（明治44年）10月25日 | 1915年（大正4年）10月14日  |              |
|    |    | 今村幾久男   | 1915年（大正4年）11月13日  | 1916年（大正5年）6月2日    | 職務管掌     |
| 7  | 6  | 吉村茂太郎   | 1916年（大正5年）6月3日    | 1920年（大正9年）6月2日    |              |
| 8  | 7  | 林亮         | 1920年（大正9年）7月20日   | 1924年（大正13年）7月19日  |              |
| 9  |    | 安本彦五郎   | 1924年（大正13年）8月2日   | 1928年（昭和3年）8月1日    |              |
|    |    | 山田喜一     | 1929年（昭和4年）1月21日   | 1929年（昭和4年）2月7日    | 職務管掌     |
| 10 | 8  | 小川次郎助   | 1929年（昭和4年）2月6日    | 1930年（昭和5年）7月28日   |              |
| 11 | 9  | 山田仁太郎   | 1930年（昭和5年）7月31日   | 1934年（昭和9年）7月30日   |              |
| 12 | 9  | 山田仁太郎   | 1934年（昭和9年）8月2日    | 1938年（昭和13年）8月1日   |              |
| 13 | 9  | 山田仁太郎   | 1938年（昭和13年）8月2日   | 1942年（昭和17年）8月1日   |              |
| 14 |    | 安本彦五郎   | 1942年（昭和17年）8月7日   | 1946年（昭和21年）8月6日   |              |
| 15 | 10 | 木戸寛二     | 1947年（昭和22年）4月5日   | 1951年（昭和26年）4月4日   |              |
| 16 | 10 | 木戸寛二     | 1951年（昭和26年）4月23日  | 1955年（昭和30年）4月22日  |              |
| 17 | 11 | 山田美農里   | 1955年（昭和30年）4月30日  | 1959年（昭和34年）4月29日  |              |
| 18 | 11 | 山田美農里   | 1959年（昭和34年）4月30日  | 1963年（昭和38年）4月29日  |              |
| 19 | 12 | 谷端正宗     | 1963年（昭和38年）4月30日  | 1967年（昭和42年）4月29日  |              |
| 20 | 12 | 谷端正宗     | 1967年（昭和42年）4月30日  | 1970年（昭和45年）8月15日  |              |
| 21 | 13 | 木村繁       | 1970年（昭和45年）9月20日  | 1974年（昭和49年）9月19日  |              |
| 22 | 13 | 木村繁       | 1974年（昭和49年）9月20日  | 1976年（昭和51年）9月20日  |              |
| 23 | 14 | 林成行       | 1976年（昭和51年）10月10日 | 1980年（昭和55年）10月9日  |              |
| 24 | 14 | 林成行       | 1980年（昭和55年）10月10日 | 1984年（昭和59年）10月9日  |              |
| 25 | 14 | 林成行       | 1984年（昭和59年）10月10日 | 1988年（昭和63年）10月9日  |              |
| 26 | 15 | 山田憲昭     | 1988年（昭和63年）10月10日 | 1992年（平成4年）10月9日   | 後に白山市長 |
| 27 | 15 | 山田憲昭     | 1992年（平成4年）10月10日  | 1995年（平成7年）3月10日   |              |
| 28 | 16 | 太田政義     | 1995年（平成7年）4月22日   | 1999年（平成11年）4月21日  |              |
| 29 | 16 | 太田政義     | 1999年（平成11年）4月25日  | 2003年（平成15年）4月24日  |              |
| 30 | 17 | 林繁         | 2003年（平成15年）4月27日  | 2005年（平成17年）1月31日  |              |

- 村長 - 林 繁（はやし・しげる）

## 経済

### 産業
1次産業 2.8%

2次産業 33.2%

3次産業 63.1%

## 地域

### 公共機関

#### 警察
石川県警察鶴来警察署が管轄する。
- 吉野谷駐在所

#### 消防
松任石川広域事務組合消防本部が管轄する。
- 白山消防署

#### 医療
- 吉野谷診療所

#### 上水道
全域を吉野谷村が供給する。
- 吉野谷村簡易水道

#### 下水道
吉野谷村単独の公共下水道である。
- 吉野谷村公共下水道
  - 中部終末処理場
  - 吉野終末処理場

#### ゴミ処理
松任石川広域事務組合が、松任市の松任石川環境クリーンセンターで処理する。

#### 電話
金沢市のNTT西日本金沢支店が管轄する。
市外局番は村内全域が0761である。

#### 郵便
町内の集配は以下の局が行う。
- 吉野郵便局 - 〒920

#### 税務
松任市の金沢国税局松任税務署が管轄する。

#### その他
- 白山自然保護センター

### 学校教育
小中併設校である。白山市誕生後の2008年3月に閉校、白山市立白嶺小中学校に統合。

#### 中学校
- 吉野谷村立（1校）
  - 吉野谷中学校

#### 小学校
- 吉野谷村立（1校）
  - 吉野谷小学校

### 社会教育

#### 図書館
- 吉野谷村図書館

#### ホール・その他の文化施設
- 吉野谷公民館
- 工芸の里
- ふるさと工房
- アート＆クラフト交流館

#### 体育施設
- 吉野谷村総合運動場
- 石川県立白山ろく健民体育館

## 交通

### 鉄道
村内を鉄道路線は通っていない。最寄り駅は鶴来駅。

### バス
- 加賀白山バス（北陸鉄道グループ）

### 道路
- 一般国道
  - 国道157号
  - 国道360号
- 一般有料道路
  - 白山スーパー林道（当時）

## 観光

### 祭り・イベント
- 瀬波かまくら冬まつり（2月）
- 瀬波スゲ馬まつり（6月）
- 雪おくりまつり（7月）
- 中宮温泉薬師まつり（8月）

### 名所・旧跡
- 御仏供杉（国の天然記念物、工芸の里内）
- 手取峡谷
- 仏御前安産石
- 白山白川郷ホワイトロード(旧名:白山スーパー林道)
- 花ゆうゆう(閉館)

### 保養・休憩
- 中宮温泉野営場
- 瀬波川キャンプ場
- 白山吉野オートキャンプ場

#### スキー場
- 白山中宮温泉スキー場(2008年より休業中)

#### 温泉
- 中宮温泉
- 白山杉の子温泉
- 白山里
- 大門園温泉センター

## 出身者
- 山田憲昭（白山市長）
- 昭和のいる（漫才師、昭和のいる・こいる）
- 澤田貴司 (ファミリーマート取締役副会長)